# Madrid directo
Madrid directo es un programa de actualidad televisivo y radiofónico que se emite en Telemadrid de lunes a viernes de 18:25 a 20:30 desde el 20 de septiembre de 1993 hasta el 11 de enero de 2013 y desde el 18 de septiembre de 2017 (después de cuatro años y medio de parón) —anteriormente también los sábados y domingos entre las 19:20 y las 20:30 desde el 20 de junio de 2020 al 15 de octubre de 2022— y en Onda Madrid de lunes a viernes de 16:05 a 19:00 desde el 11 de septiembre de 2017.
Mientras que de la versión televisiva se encargan Emilio Pineda y Francine Gálvez, la versión radiofónica es asumida por Nieves Herrero.

## Historia
En la primera etapa del programa desde 1993 a 2013 el programa fue producido íntegramente por RTVM y desde su regreso en 2017 es coproducido por RTVM, Cuarzo Producciones (2017-2022) y El Torreón de Sol (2023-presente).
Comenzó su emisión el lunes, 20 de septiembre de 1993 y fue el primero entre otros de un formato similar.  El programa es el referente de los madrileños para conocer de cerca y con todo detalle, la actualidad de su comunidad. Con una clara vocación de servicio público los problemas de la sociedad madrileña se ven reflejados (y en muchos casos resueltos) gracias al trabajo de los redactores del programa. Este hecho se ha visto premiado no solo con las cifras de audiencia, sino también con varios premios.
Los programas más vistos corresponden al día del asesinato del teniente coronel Jesús Cuesta por parte de ETA (43% de cuota de pantalla) y a los atentados del 11 de marzo de 2004 (41%).
Con motivo de la pandemia de COVID-19, el programa amplió su emisión a los sábados y domingos desde el 13 de marzo de 2020 al 6 de junio de 2020 con dos ediciones conducidas por Yolanda Maniega a las 15:00 y las 19:50 de 30/40 minutos cada una. Desde el 7 de junio de 2020, el programa se emite los sábados y domingos de 19:15 a 20:30 y desde el 20 de junio de 2020 se suma Santi Burgoa como copresentador. Desde el 15 de marzo de 2020 al 29 de mayo de 2020, el programa contó con dos emisiones diarias, una de 15:00 a 15:30 y otra de 19:15 a 20:30, en las que se turnaban Inmaculada Galván y Emilio Pineda. Desde el 1 de junio de 2020 se elimina la edición de las 15:00 y se mantiene la edición habitual de 19:15 a 20:30, como antes de la pandemia e Inmaculada Galván y Emilio Pineda volvieron a presentar juntos el programa.
El 11 de junio de 2021, Inmaculada Galván presenta hasta ese momento por última vez el programa, siendo relevada desde el 14 de junio del mismo año por Adela González; por su parte, Emilio Pineda se mantiene en la copresentación del programa. El 29 de octubre de 2021, Adela González presenta por última vez el programa y desde el 1 de noviembre de 2021 es sustituida por Francine Gálvez en la copresentación del programa.
El 11 de diciembre de 2021, Inmaculada Galván regresa al programa, esta vez para presentar la edición de fin de semana con Álvaro de los Santos, sustituyendo ambos a Yolanda Maniega (que continúa en la redacción del programa) y Santi Burgoa, que presentan por última vez el programa el 5 de diciembre de 2021.
Entre el 21 de febrero y el 12 de abril de 2022, la versión televisiva estuvo dividida en dos partes: MD Flash que se emitió entre el 21 de febrero y el 12 de abril de 2022 de lunes a viernes de 17:45 a 19:00 con Francine Gálvez —que era una tertulia basada en la actualidad más desenfadada del día, con contenidos de crónica social, belleza y vídeos televisivos y virales— y la versión clásica con conexiones en directo, actualidad de proximidad y reportajes, de lunes a viernes de 19:00 a 20:25, que estaba presentada por Emilio Pineda y Francine Gálvez.
Tras dos años y medio en antena, Telemadrid elimina la edición de fin de semana el 15 de octubre de 2022, lo que supone la despedida hasta ese momento de Inmaculada Galván y Álvaro de los Santos, aunque Galván se despidió el 18 de septiembre de 2022 para asumir la conducción de Desmontando Madrid. La edición de entre semana continúa con los mismos presentadores.
El 30 de diciembre de 2022, Cuarzo Producciones asume por última vez la producción del programa y desde el 2 de enero de 2023 pasa a encargarse El Torreón de Sol.

## Premios
Desde el año 1993, el programa ha acumulado un total de 63 premios otorgados por todas las capas de la sociedad (instituciones tanto públicas como privadas, foros de espectadores, otros medios de comunicación, ONG...), reconociendo la labor de todos los departamentos del programa.
Destacan el Premios Ondas en 1997 al Mejor Programa Especializado, tres Antenas de Plata, siete Premios Iris de la Academia de Televisión y de las Ciencias y Artes del Audiovisual de España, el Premio APM al Periodista Especializado en Madrid 2023 "en reconocimiento a un trabajo o trayectoria profesional periodística relacionada con Madrid", diferentes premios otorgados por la Policía y los Equipos de Emergencia de Madrid, como el Sámur-Protección Civil, y decenas de premios que reconocen la labor del programa en ámbitos de la salud, el medio ambiente, la gastronomía, la cultura y tradiciones madrileñas.

## Equipo
- Madrid directo tuvo ediciones de fin de semana en Telemadrid, desde marzo de 2020 a octubre de 2022.
  - En las tres primeras décadas, el programa ha contado con hasta 12 presentadores y 100 reporteros.[12][13][14][15][16]

| Nombre y apellidos            | Periodo                                    | Función | Cadena      |
| ----------------------------- | ------------------------------------------ | --- | ----------- |
| Inmaculada Galván             | 1993-2008; 2017-2021; 2021-2022; 2023-2025 | Presentación de la edición diaria 1993-2008; 2017-2021; 2023Presentación de la edición de fin de semana 2021-2022Presentación de especiales de Semana Santa 2023-2025 | Telemadrid  |
| Santi Acosta                  | 1993-1997; 1998-2000; 2010-2013            | Reportero, meteorólogo y suplente 1993-1994Reportero y suplente 1994-1997Meteorólogo 1998-2000Dirección 2010-2013 | Telemadrid  |
| Alipio Gutiérrez              | 1993-2000                                  | Reportero, subdirector y suplente | Telemadrid  |
| Antonio Muro                  | 1993-¿?                                    | Presentador de crónica deportiva | Telemadrid  |
| Julio Nieto                   | 1993-2013                                  | Reportero 1993-2008Presentación y subdirección 2008-2010Dirección 2010-2013 | Telemadrid  |
| Paloma Ferre                  | 1993-2000; 2011-2012                       | Reportera y suplente 1993-2000Presentación 2011-2012 | Telemadrid  |
| Jaime Bores                   | 1994-1997; 2011-2013                       | Meteorólogo 1994-1997Presentación 2011-2013 | Telemadrid  |
| Juan Pedro Valentín           | 1995                                       | Suplente | Telemadrid  |
| Luis Miguel Torrecillas       | 1996-1998; 2001-2007                       | Reportero y suplente 1996-1998Meteorólogo 2001-2007 | Telemadrid  |
| Mercedes Torre                | 1996-2005                                  | Reportera y suplente | Telemadrid  |
| Emilio Pineda                 | 1996-2005; 2011; 2017-presente             | Reportero 1996-2005Presentación de la edición diaria 2011; 2017-presente | Telemadrid  |
| Francine Gálvez               | 1997-2000; 2021-presente                   | Reportera 1997-2000Presentación de la edición diaria 2021-presentePresentación de MD Flash 2022 | Telemadrid  |
| Marta Fernández               | 1998                                       | Suplente | Telemadrid  |
| Yolanda Maniega               | 2001-2006; 2010-2013; 2017-presente        | Reportera 2001-2006; 2010; 2011-2012; 2017-2020Presentación de la edición diaria 2010-2011; 2012-2013Suplente de la edición diaria 2017-2020Presentación de la edición de fin de semana y suplente de la edición diaria 2020-2021Redactora y suplente de las ediciones de entre semana y fin de semana 2021-2022Redactora, reportera y suplente de la edición diaria 2022-presente | Telemadrid  |
| Sara Jiménez                  | 2001-2008                                  | Reportera y suplente | Telemadrid  |
| Marta Landín                  | 2008-2010                                  | Presentación | Telemadrid  |
| Berta Collado                 | 2018                                       | Suplente | Telemadrid  |
| Rafa Rodrigo                  | 2017-2020; 2022                            | Reportero 2017-2020Copresentador y redactor de la edición de fin de semana 2022 | Telemadrid  |
| Santi Burgoa                  | 2020-2021; 2023                            | Presentación de la edición de fin de semana y suplente de la edición diaria | Telemadrid  |
| María Rodríguez-Vico          | 2020-2021; 2023                            | Suplente de la edición de fin de semana | Telemadrid  |
| Manu Pérez                    | 2021                                       | Suplente de la edición de fin de semana | Telemadrid  |
| Adela González                | 2021                                       | Presentación de la edición diaria | Telemadrid  |
| Álvaro de los Santos          | 2021-2022                                  | Presentación de la edición de fin de semana | Telemadrid  |
| Nieves Herrero                | 2017-presente                              | Presentación y dirección | Onda Madrid |
| Carlos Honorato               | 2017-2019                                  | Copresentación | Onda Madrid |
| Curro Castillo                | 2019-2020                                  | Copresentación | Onda Madrid |
| Ricardo Medina                | 1993-1994                                  | Dirección | Telemadrid  |
| Elena Sánchez                 | 1994-1996                                  | Dirección | Telemadrid  |
| Luz Aldama                    | 1993-2005                                  | Reportera 1993-1996Dirección 1996-2005 | Telemadrid  |
| Mabel Rubio                   | 1996-2006                                  | Subdirección 1996-2005Dirección 2005-2006 | Telemadrid  |
| Silvia Sánchez                | 2003-2008                                  | Reportera 2003-2007Directora 2007-2008 | Telemadrid  |
| Begoña Marín                  | 2005-2007                                  | Subdirección 2005-2006Dirección 2006-2007 | Telemadrid  |
| Amelia Alas                   | 2008-2009                                  | Dirección | Telemadrid  |
| Quique Álvarez                | 2009-2010; 2023-presente                   | Dirección | Telemadrid  |
| Susana Moreno                 | 2017-2022                                  | Dirección de la edición diaria 2017-2022 Dirección de la edición de fin de semana 2021-2022 | Telemadrid  |
| Silvia Fonseca                | 2022                                       | Dirección | Telemadrid  |
| Nieves Herrero                | 2017-presente                              | Dirección | Onda Madrid |
| Alejandro Vázquez             | 2020-2021                                  | Dirección de la edición de fin de semana | Telemadrid  |
| Alberto del Pozo              | 2022                                       | Dirección de la edición de fin de semana | Telemadrid  |
| Pepa González                 | 2009-2010; 2023-presente                   | Subdirección 2009-2010Producción ejecutiva 2023-presente | Telemadrid  |
| Verónica López Palacios       | 2017-presente                              | Subdirección 2017-presente Dirección de MD Flash y de la edición de fin de semana 2022 | Telemadrid  |
| Lourdes Repiso                | 1993-¿?; 2017-2019                         | Reportera 1993-¿?Subdirección 2017-2019 | Telemadrid  |
| Ana Muñoz                     | 2020-2021                                  | Subdirección de la edición de fin de semana | Telemadrid  |
| Teresa López                  | 2021-2022                                  | Subdirección de la edición de fin de semana | Telemadrid  |
| María Santías                 | 2022                                       | Subdirección de la edición de fin de semana | Telemadrid  |
| Lucía Yuste                   | 2022                                       | Subdirección de la edición de fin de semana | Telemadrid  |
| Luis Troya                    | 2018; 2022                                 | Reportero 2018Subdirección de la edición de fin de semana 2022 | Telemadrid  |
| Alejandro González            | 2017-presente                              | Subdirección | Onda Madrid |
| Pilar Vicente                 | 2018-presente                              | Coordinación | Onda Madrid |
| Paloma Garayalde              | 1993-1998                                  | Realización | Telemadrid  |
| José Ignacio González         | ¿?-¿?                                      | Realización | Telemadrid  |
| César Pérez                   | ¿?-¿?                                      | Realización | Telemadrid  |
| Teresa Collado                | ¿?-¿?                                      | Realización | Telemadrid  |
| María Robles                  | ¿?-¿?                                      | Realización | Telemadrid  |
| Soledad de la Vega            | ¿?-¿?                                      | Realización | Telemadrid  |
| Antonio Alonso                | ¿?-¿?                                      | Realización | Telemadrid  |
| Inés Fernández                | ¿?-¿?                                      | Realización | Telemadrid  |
| Asunción Bravo                | ¿?-¿?                                      | Realización | Telemadrid  |
| Aurora Raboso                 | ¿?-¿?                                      | Realización | Telemadrid  |
| Manuel García Casas           | ¿?-¿?                                      | Realización | Telemadrid  |
| Juan Carlos Gil Ochando       | 2017-2024                                  | Realización | Telemadrid  |
| Rosa Sánchez                  | ¿?-¿?                                      | Realización | Telemadrid  |
| Vicenta Tapia                 | ¿?-¿?                                      | Realización de las ediciones de entresemana y de fin de semana | Telemadrid  |
| Rafael de Dios                | ¿?-¿?                                      | Realización de las ediciones de entresemana y de fin de semana | Telemadrid  |
| Ricardo del Castillo          | 2024-presente                              | Realizador | Telemadrid  |
| Ángel Manuel Ricote           | 2017-presente                              | Editor/realizador de video | Telemadrid  |
| Gabriel Prieto                | 2017-presente                              | Editor/realizador de video | Telemadrid  |
| Iván Granada                  | 2021-presente                              | Editor/realizador de video | Telemadrid  |
| Carlos García Casado          | 1993-¿?                                    | Producción | Telemadrid  |
| Evelio Rollón                 | ¿?-¿?                                      | Producción | Telemadrid  |
| Manuel Parras                 | 1993-1998                                  | Producción | Telemadrid  |
| Mónica del Álamo              | 1993-¿?                                    | Producción | Telemadrid  |
| María Quesada                 | 1997-¿?                                    | Producción | Telemadrid  |
| Miguel Á. Muñoz               | ¿?-¿?                                      | Producción | Telemadrid  |
| Ángel Mallavibarrena          | ¿?-¿?                                      | Producción | Telemadrid  |
| Ana Isabel Álvarez            | ¿?-¿?                                      | Producción | Telemadrid  |
| Jesús Ugarte                  | ¿?-¿?                                      | Producción | Telemadrid  |
| Javier Ampudia                | ¿?-¿?                                      | Producción | Telemadrid  |
| Gema Errejón                  | ¿?-¿?                                      | Producción | Telemadrid  |
| Julián Rodríguez Valero       | ¿?-¿?                                      | Producción | Telemadrid  |
| Margarita García              | ¿?-¿?                                      | Producción | Telemadrid  |
| Sandra Corral                 | ¿?-¿?                                      | Producción | Telemadrid  |
| Isabel Romero                 | ¿?-¿?                                      | Producción | Telemadrid  |
| José Luis Sevilla             | ¿?-¿?                                      | Producción | Telemadrid  |
| Cristina Arostegui            | ¿?-¿?                                      | Producción | Telemadrid  |
| Marta Cubero                  | 2017                                       | Producción | Telemadrid  |
| Nerea Landa                   | 2017-2022                                  | Producción | Telemadrid  |
| Israel Fernández              | 2017-presente                              | Producción | Telemadrid  |
| Luna Escribano                | 2020-2022                                  | Producción | Telemadrid  |
| Diana Díez                    | 2022-¿?                                    | Producción | Telemadrid  |
| Almudena Lasheras             | 2018-presente                              | Ayudante de producción e ingesta | Telemadrid  |
| Fernando Gómez                | 2017-2018                                  | Producción delegada | Telemadrid  |
| Eva Jiménez                   | ¿?-2022                                    | Producción delegada | Telemadrid  |
| Paloma Carballo               | 2022                                       | Producción delegada | Telemadrid  |
| Mónica Martínez               | 2022-2023                                  | Producción delegada | Telemadrid  |
| Ana Cerezo                    | 2022-2023                                  | Producción delegada | Telemadrid  |
| Silvia Santos                 | 2023-2024                                  | Producción delegada | Telemadrid  |
| Celia Soria                   | 2024-presente                              | Producción delegada | Telemadrid  |
| Juan Ramón Gonzalo            | 2017-2022                                  | Producción ejecutiva | Telemadrid  |
| Eva Sánchez                   | 2020-presente                              | Redes sociales y redactora web | Telemadrid  |
| Irene Fernández               | 1993-1999; 2012-2013                       | Reportera | Telemadrid  |
| Javier Barrio                 | 1993-2013                                  | Reportero | Telemadrid  |
| Daniela Musicco               | 1993-1996                                  | Reportera | Telemadrid  |
| Teresa Castanedo              | 1993-¿?                                    | Reportera | Telemadrid  |
| Miguel Ángel Moncholi         | 1993-¿?                                    | Reportero | Telemadrid  |
| Concha Crespo                 | 1994-2006                                  | Reportera | Telemadrid  |
| Blanca Rodríguez              | 1995-1997                                  | Reportera | Telemadrid  |
| Ana Aladro                    | 1995-2000                                  | Reportera | Telemadrid  |
| Miriam de las Heras           | 1996-2000                                  | Reportera | Telemadrid  |
| Javier Lázaro                 | 1996-2008                                  | Reportero | Telemadrid  |
| Judith Martín Prieto          | 1996-2008                                  | Reportera | Telemadrid  |
| Toni Garrido                  | 1997-1998                                  | Meteorólogo | Telemadrid  |
| Jacobo Domínguez              | 1997-2000                                  | Reportero | Telemadrid  |
| Eduardo Blanco                | 1999-2001                                  | Reportero | Telemadrid  |
| Tábata Peregrín               | ¿?-¿?                                      | Reportera | Telemadrid  |
| Guillermo Sánchez Castañón    | 1999-2004                                  | Reportero | Telemadrid  |
| Óscar Martínez                | 2000-2001                                  | Meteorólogo | Telemadrid  |
| Eva Armenteros                | 2000-2006                                  | Reportera | Telemadrid  |
| Raúl García                   | 2001-2006                                  | Reportero | Telemadrid  |
| María Avizanda                | 2004-2008                                  | Reportera | Telemadrid  |
| Lucía Asué                    | 2005-2008                                  | Reportera | Telemadrid  |
| Ágatha Álvarez                | 2005-2013                                  | Reportera | Telemadrid  |
| Celia Blanco                  | 2005-2013                                  | Reportera | Telemadrid  |
| Fernando Herrán               | 2006-2013                                  | Reportero | Telemadrid  |
| Gemma Añino                   | 2006-2013; 2017-presente                   | Reportera | Telemadrid  |
| Gemma Méndez Prada            | 2007-2010                                  | Reportera | Telemadrid  |
| Leopoldo Álvarez              | 2007-2013                                  | Reportero | Telemadrid  |
| Raúl Pacheco                  | 2007-2013                                  | Reportero | Telemadrid  |
| Inés Romera                   | 2007-2013                                  | Reportera | Telemadrid  |
| Déborah Fernández Serendipity | 2007-2013; 2017-presente                   | Reportera | Telemadrid  |
| Helena Pellitero              | 2008-2013                                  | Reportera | Telemadrid  |
| María Gil                     | 2008-2013                                  | Reportera | Telemadrid  |
| María Lamas                   | 2008-2013                                  | Reportera | Telemadrid  |
| Valeria Saccone               | 2008-2013                                  | Reportera | Telemadrid  |
| Paloma Montes Santamaría      | ¿?-¿?                                      | Reportera | Telemadrid  |
| Paloma López del Hierro       | ¿?-¿?                                      | Reportera | Telemadrid  |
| Ana Chavarriana               | ¿?-¿?                                      | Reportera | Telemadrid  |
| Miguel Caamaño                | ¿?-¿?                                      | Reportero | Telemadrid  |
| Nacho Medina                  | 2017-2018                                  | Reportero | Telemadrid  |
| Andrea Prat                   | 2017-2019                                  | Reportera | Telemadrid  |
| César Muñoz                   | 2017-2020; 2021 y 2022                     | Reportero | Telemadrid  |
| Jesús Cosano                  | 2017-presente                              | Reportero | Telemadrid  |
| Luis Fiuza                    | 2017-2023                                  | Reportero | Telemadrid  |
| María Saiz                    | 2017-2022                                  | Reportera | Telemadrid  |
| Natalia Autran                | 2017-2018                                  | Reportera | Telemadrid  |
| David Arnanz                  | 2018                                       | Reportero | Telemadrid  |
| Raquel Atanes                 | 2018                                       | Reportera | Telemadrid  |
| María José Rodríguez          | 2018-2019                                  | Reportera | Telemadrid  |
| Dani González                 | 2018-2020                                  | Reportero | Telemadrid  |
| Jorge Limia                   | 2018-2020                                  | Reportero | Telemadrid  |
| Erika Barreras                | 2018; 2020-2021                            | Reportera | Telemadrid  |
| María Bouhad                  | 2018-2024                                  | Redactora y reportera | Telemadrid  |
| Paz Llamas                    | ¿?-¿?                                      | Reportera | Telemadrid  |
| Fernando López                | 2019-presente                              | Reportero | Telemadrid  |
| Miguel Rabaneda               | ¿?-2022                                    | Reportero | Telemadrid  |
| José Manuel Carpintero        | 2020-2023                                  | Reportero | Telemadrid  |
| Aleix Poblet                  | 2020-presente                              | Reportero | Telemadrid  |
| Adrián Gómez Quintana         | 2020-2022                                  | Redactor 2020-2022Coordinación de contenidos de la edición de fin de semana 2022 | Telemadrid  |
| Daniel Cifuentes              | 2020-2021                                  | Reportero | Telemadrid  |
| Virginia Guerrero             | 2020-2021                                  | Reportera | Telemadrid  |
| Cristina Rusiñol              | 2020-2021                                  | Reportera | Telemadrid  |
| Mar Torres                    | 2020-2021                                  | Reportera | Telemadrid  |
| Silvia Ruiz                   | 2020-2021; 2022                            | Reportera | Telemadrid  |
| Gonzalo Ferreño               | 2021                                       | Reportero | Telemadrid  |
| Antonio J. Campos             | 2021                                       | Reportero | Telemadrid  |
| Esther Alcázar                | 2021-2024                                  | Reportera | Telemadrid  |
| David Casasús                 | 2021-2024                                  | Reportero | Telemadrid  |
| Sonia Fernández               | 2021-2023                                  | Reportera | Telemadrid  |
| Carla García Entisne          | 2021-2022                                  | Reportera | Telemadrid  |
| María Ruiz                    | 2021-2022                                  | Reportera | Telemadrid  |
| Irene Falcón                  | 2022                                       | Reportera | Telemadrid  |
| Enrique Ulzurrun              | 2022                                       | Redactor y reportero de MD Flash | Telemadrid  |
| Rubén Lagarejo                | 2022                                       | Redactor y reportero de MD Flash | Telemadrid  |
| Paula González                | 2022                                       | Redactora y reportera de MD Flash | Telemadrid  |
| Sandra Aladro                 | 2022                                       | Colaboradora de MD Flash | Telemadrid  |
| Paloma Barrientos             | 2022                                       | Colaboradora de MD Flash | Telemadrid  |
| Beatriz Cortázar              | 2022                                       | Colaboradora de MD Flash | Telemadrid  |
| Almudena del Pozo             | 2022                                       | Colaboradora de MD Flash | Telemadrid  |
| Carmen Lomana                 | 2022                                       | Colaboradora de MD Flash | Telemadrid  |
| Marisa Martín Blázquez        | 2022                                       | Colaboradora de MD Flash | Telemadrid  |
| Mónika Vergara                | 2022                                       | Colaboradora de MD Flash | Telemadrid  |
| Pilar Vidal                   | 2022                                       | Colaboradora de MD Flash | Telemadrid  |
| Ángela Portero                | 2022                                       | Colaboradora de MD Flash | Telemadrid  |
| Paloma García-Pelayo          | 2022                                       | Colaboradora de MD Flash | Telemadrid  |
| Eduardo Blanco                | 2022                                       | Colaborador de MD Flash | Telemadrid  |
| Juan Luis Galiacho            | 2022                                       | Colaborador de MD Flash | Telemadrid  |
| Carlos Pérez Gimeno           | 2022                                       | Colaborador de MD Flash | Telemadrid  |
| Antonio Rossi                 | 2022                                       | Colaborador de MD Flash | Telemadrid  |
| Saúl Ortiz                    | 2022                                       | Colaborador de MD Flash | Telemadrid  |
| José Aguilar                  | 2022                                       | Colaborador de MD Flash | Telemadrid  |
| Ricky García                  | 2022                                       | Colaborador de MD Flash | Telemadrid  |
| Eriz Cerezo                   | 2022                                       | Reportero | Telemadrid  |
| Diego Arce                    | 2022                                       | Reportero | Telemadrid  |
| David Joyera                  | 2021-presente                              | Reportero y ayudante de dirección 2021-2024Coordinador 2024-presente | Telemadrid  |
| Rocío Hernández Nevado        | 2023-2024                                  | Reportera | Telemadrid  |
| Patricia Pomer                | 2023-2024                                  | Reportera | Telemadrid  |
| Rosa Salcedo                  | 2023-2024                                  | Reportera | Telemadrid  |
| Pedro Bendicho                | 2023-2024                                  | Reportero | Telemadrid  |
| Alba García                   | 2023-presente                              | Reportera | Telemadrid  |
| Ana Errejón                   | 2023-presente                              | Reportera | Telemadrid  |
| Fanny Boehm                   | 2024-2025                                  | Reportera | Telemadrid  |
| Javier Aguado                 | 2024-presente                              | Reportero | Telemadrid  |
| Carlos Castaño                | 2024-presente                              | Reportero | Telemadrid  |
| José Ángel Rioja              | 2024-presente                              | Reportero | Telemadrid  |
| Carlota Acha                  | 2024-presente                              | Reportera | Telemadrid  |
| Laura Palmer                  | 2024-presente                              | Reportera | Telemadrid  |
| Pablo G. Gaviño               | 2024-presente                              | Redes sociales y redactor web | Telemadrid  |
| Sergio Labrador               | 2025-presente                              | Reportero | Telemadrid  |
| Lola Romero                   | 2025-presente                              | Reportera | Telemadrid  |
| Lola Rogar                    | 2025-presente                              | Reportera | Telemadrid  |
| Rosa Frasquet                 | 2025-presente                              | Reportera | Telemadrid  |
| María Gracia                  | 2025-presente                              | Reportera | Telemadrid  |

## Versiones

### Adaptaciones autonómicas
- Andalucía directo (5/1/1998-)
  -  Andalucía
    - Canal Sur Televisión
- Aragón en abierto (21/4/2006-8/7/2022)
- Conexión Aragón (19/9/2022-presente)
  -  Aragón
    - Aragón TV
- Balears directe (Fuera de emisión)
  -  Islas Baleares
    - IB3
- Canarias directo (Fuera de emisión)
- Buenas tardes, Canarias (12/12/2016-15/7/2022)
  -  Canarias
    - Televisión Canaria
- Ancha es Castilla-La Mancha (4/6/2012-presente)
- La tarde contigo (16/1/2012-1/6/2012)
- Castilla-La Mancha directo (2011-2012)
- Castilla-La Mancha en vivo (2005-2011)
  -  Castilla-La Mancha
    - CMM TV
- Conexión Asturias (23/6/2006-presente)
  -  Principado de Asturias
    - TPA7
- Desde aquí (Fuera de emisión)
  -  Murcia
    - La 7
- À Punt directe (11/6/2018-18/12/2020)
  -  Comunidad Valenciana
    - À Punt
- En directe (Fuera de emisión)
  -  Cataluña
    - TV3
- Euskadi Directo (8/2/2010-junio de 2013)
  -  País Vasco
    - ETB2
- Navarra Directo (Fuera de emisión)
  -  Navarra
    - ETB2 Navarra
- A Solaina (4/10/2010-29/6/2012)
  -  Galicia
    - Televisión de Galicia
- Extremadura en Abierto (Fuera de emisión)
  -  Extremadura
    - Canal Extremadura

### Adaptaciones nacionales e internacionales
Nacionales
 España
- España directo
  - La 1
    - (Cancelado)
- Verano Directo
(Cancelado)
- Tarde Directo
(Cancelado)
- Más vale tarde
(En el aire)
  - La Sexta

Internacional
- Portugal em Direto
  -  Portugal
    - RTP1
      - (En el aire)